# マーティン・アトキンソン
マーティン・アトキンソン（Martin Atkinson、1971年5月31日 - ）は、イングランド・ウェスト・ヨークシャー出身のプレミアリーグおよびFIFAのサッカー審判員。
ウェスト・ヨークシャーのブラッドフォード生まれではあるが、現在はリーズ近郊を拠点し、ウェスト・ライディング・カウンティ・フットボール・アソシエーションに所属している。

## 経歴
アトキンソンの審判経験は16歳の頃からの審判を置かないローカルチームの主審から始まった。1998年にフットボールリーグの副審に昇格し、2000年にはセレクト・グループ・レフェリーの副審に昇格した。2002年12月からはフットボールカンファレンスの試合において主審を務めた。
2005年にセレクト・グループ・レフェリーに昇格し、プレミアリーグで主審を、2006年からはFIFAの国際主審も務めるようになった。
2015年5月のUEFAヨーロッパリーグの決勝の主審に任命された。(その決勝の追加副審には同様にイングランド出身でプレミリーグのアンソニー・テイラー、アンドレ・マリナーが選出された。)

## 話題となった判定
2015年2月21日に行われたプレミアリーグのチェルシーFC対バーンリーFCにおいてバーンリーのアシュリー・バーンズがチェルシーのブラニスラヴ・イヴァノヴィッチおよびネマニャ・マティッチに見舞ったタックルに対して、アトキンソンはカードを出さなかった。このタックルはとても危険なものだったとしてジョゼ・モウリーニョ監督が判定およびタックルを激しく批判した。その主張中においてバーンリーの重要なファールが4回は見逃されたとされている。なお報復行為に出たマティッチに対してはレッドカードを提示した。
2015年3月のプレミアリーグ第30節、リバプールFC対マンチェスター・ユナイテッドFC戦においてユナイテッドのアンデル・エレーラのタックルを受けたスティーブン・ジェラードがエレーラの足を踏みつけた行為に対して一発でのレッドカードを出した。ジェラードはその試合の後半からアダム・ララーナに代わって出場した直後だった。なおリバプールサイドからこの判定に対して抗議はなく、ジェラード自身も受け入れるしかない、皆に謝りたいと謝罪を表明した。

### 逸話
2015年5月のUEFAヨーロッパリーグの決勝の主審を任されることは大変な名誉であると語った。

## 統計
| シーズン | 試合 | 全    | 平均 | 全 | 平均 |
| -------- | ---- | ----- | ---- | -- | ---- |
| 2002/03  | 9    | 28    | 3.11 | 3  | 0.33 |
| 2003/04  | 26   | 61    | 2.34 | 3  | 0.11 |
| 2004/05  | 38   | 87    | 2.28 | 3  | 0.07 |
| 2005/06  | 38   | 78    | 2.05 | 2  | 0.05 |
| 2006/07  | 42   | 128   | 3.04 | 6  | 0.14 |
| 2007/08  | 42   | 109   | 2.60 | 6  | 0.14 |
| 2008/09  | 40   | 135   | 3.38 | 11 | 0.28 |
| 2009/10  | 48   | 187   | 3.90 | 6  | 0.13 |
| 2010/11  | 41   | 143   | 3.49 | 13 | 0.32 |
| 2011/12  | 40   | 146   | 3.65 | 11 | 0.28 |
| 2012/13  | 36   | 133   | 3.69 | 1  | 0.03 |
| 2013/14  | 39   | 118   | 3.03 | 3  | 0.08 |
| Total    | 439  | 1,353 | 3.08 | 68 | 0.15 |

全コンペティションの統計を用いています。2002/03以前のデータはありません。